# Siret (Ort)
Siret (deutsch Sereth, lateinisch Civitas Sereth, polnisch Seret, ungarisch Szeretvásár) ist eine Kleinstadt im Kreis Suceava in der rumänischen Südbukowina.
Zur Stadt gehören die Dörfer Mănăstioara (deutsch Sankt Onufry) und Pădureni. Siret ist die älteste Stadt der Bukowina. Im Mittelalter war die Stadt auch eine der ehemaligen Hauptstädtes des Fürstentums Moldau (die Zweite, nach Baia).

## Lage
Siret liegt am nordöstlichen Ende des Kreises Suceava, am rechten Ufer des gleichnamigen Fluss, der hier aus der Ukraine kommend auf rumänisches Gebiet fließt. Auf etwa halbem Weg zwischen Czernowitz und Suceava liegt die Stadt an der Nationalstraße 2 – Teilstrecke der Europastraße 85. Siret ist ein Transitpunkt, weshalb sich die Stadt schon früh als Wirtschafts- und Handelszentrum an einer Handelsstraße entwickelte, die die habsburgischen Länder mit Lemberg verband. Die Stadt kann mit dem Zug auf der 1976 in Betrieb genommenen Bahnlinie Dornești–Siret erreicht werden. Siret grenzt nördlich an die Ukraine, östlich an die Gemeinde Mihăileni im Kreis Botoșani, südlich an die Gemeinden Grămești, Bălcăuți und Dornești sowie im Westen an die Gemeinde Mușenița.

## Geschichte
Die Stadt wurde am 24. Juli 1340 erstmals urkundlich erwähnt und gilt damit als die am frühesten dokumentarisch belegte Ortschaft auf dem Gebiet der historischen Region Moldau. Im Mittelalter war die Stadt von größerer administrativer Bedeutung und eine der ehemaligen Hauptstädte im Fürstentum Moldau.
Als Teil der Nord-Moldau wurde Sereth 1774 Teil Österreichs, später Teil des Kronlandes Bukowina. Hier war Sereth Sitz einer Bezirkshauptmannschaft für den gleichnamigen Bezirk Sereth sowie Sitz eines Bezirksgerichtes für den Gerichtsbezirk Sereth.
Die Bezeichnung „Sereter Hasidim“ für eine Gruppierung der Charedim innerhalb des ultraorthodoxen Judentums geht auf eine zwischen 1870 und 1940 in und um die Stadt entstandene Strömung zurück.
Heute ist Sereth als Grenzstadt zur Ukraine von Bedeutung als Zoll- und Grenzübergangsstation für den Straßenverkehr.
Im Zuge des russischen Überfalls auf die Ukraine 2022 war die Stadt einer der Anlaufpunkte für die Menschen, welche aus der Ukraine fliehen mussten.

## Sehenswürdigkeiten
- Große Synagoge, erbaut 1840
- Jüdischer Friedhof

## Partnerstädte
Siret listet folgende Partnerstädte auf:
| Stadt                   | Land                   |
| ----------------------- | ---------------------- |
| Castiglione in Teverina | Latium, Italien        |
| Celleno                 | Latium, Italien        |
| Dali                    | Nikosia, Zypern        |
| Dębica                  | Karpatenvorland, Polen |
| Dionysos                | Attika, Griechenland   |
| Graffignano             | Latium, Italien        |
| Herrera del Duque       | Extremadura, Spanien   |
| Hlyboka                 | Tscherniwzi, Ukraine   |
| Kamjanka                | Chmelnyzkyj, Ukraine   |
| Sastawna                | Tscherniwzi, Ukraine   |
| Wieliszew               | Masowien, Polen        |
| Wodzisław Śląski        | Schlesien, Polen       |

Zudem ist Siret seit 2010 Mitglied der europäischen Städtevereinigung Douzelage.

## Persönlichkeiten
- Marian Simion Florea (1847–1907), rumänischer Theologe und Ethnograf, war von 1877 bis 1883 Priester in Sereth[10]
- Heinrich Kahane (1862–1924), Mediziner und Bruder von Max Kahane, einem Gründungsmitglied der Wiener Psychologischen Mittwoch Gesellschaft.[11]
- Alfred Kohlruß (1875–1935), Abgeordneter im Parlament Rumäniens
- Leo Katz (1892–1954), österreichischer Schriftsteller
- Friedrich Poppenberger (1904–1992), Rechtsanwalt und Journalist
- Elisabeth Axmann (1926–2015), rumäniendeutsche Schriftstellerin
- Edgar Hilsenrath (1926–2018), deutscher Schriftsteller, lebte auf der Flucht vor den Nazis von 1938 bis 1941 bei den Großeltern in Sereth
- Vasile Andru (* 1942), rumänischer Schriftsteller, besuchte in Sereth die Mittelschule[12]
- Elisabeta Lipă (* 1964), Ruderin, viermal Olympiasiegerin
- Viviana Iuliana Bejinariu (* 1994), Ruderin

### Ehrenbürger
- Oktavian Regner von Bleyleben (1866–1945), österreichisch-ungarischer Verwaltungsjurist[13]